# Sericopelma striatus
Sericopelma striatus é uma espécie de aranha pertencente à família Theraphosidae (tarântulas).